# Macé (Orne)
Pour les articles homonymes, voir Macé.
Macé est une commune française, située dans le département de l'Orne en région Normandie, peuplée de 443 habitants.

## Géographie
Le bourg est situé à 4 km de Sées, à 5 km de Mortrée et à 14 km du Merlerault.
Le bourg est à 4 km de l'échangeur no 17 de l'A88 qui donne accès à l'A28 vers Rouen et Le Mans et à 8 km de l'échangeur de l'A88 vers Caen. La gare de Surdon est située à 3 km du bourg.

### Hydrographie
La commune est située dans le bassin Seine-Normandie. Elle est drainée par l'Orne, deux bras de l'Orne, le fossé 01 de la Boue, le fossé 01 des Petites Barres, le fossé 02 de la commune de Macé, le fossé 02 des Petites Barres et divers autres petits cours d'eau,.
L'Orne, d'une longueur de 170 km, prend sa source dans la commune d'Aunou-sur-Orne et se jette  dans l'embouchure de l'Orne à Merville-Franceville-Plage, après avoir traversé 60 communes. Les caractéristiques hydrologiques de l'Orne sont données par la station hydrologique située sur la commune de Belfonds. Le débit moyen mensuel est de 0,452 m3/s. Le débit moyen journalier maximum est de 7,28 m3/s, atteint lors de la crue du 12 juin 2018. Le débit instantané maximal est quant à lui de 8,73 m3/s, atteint le même jour.

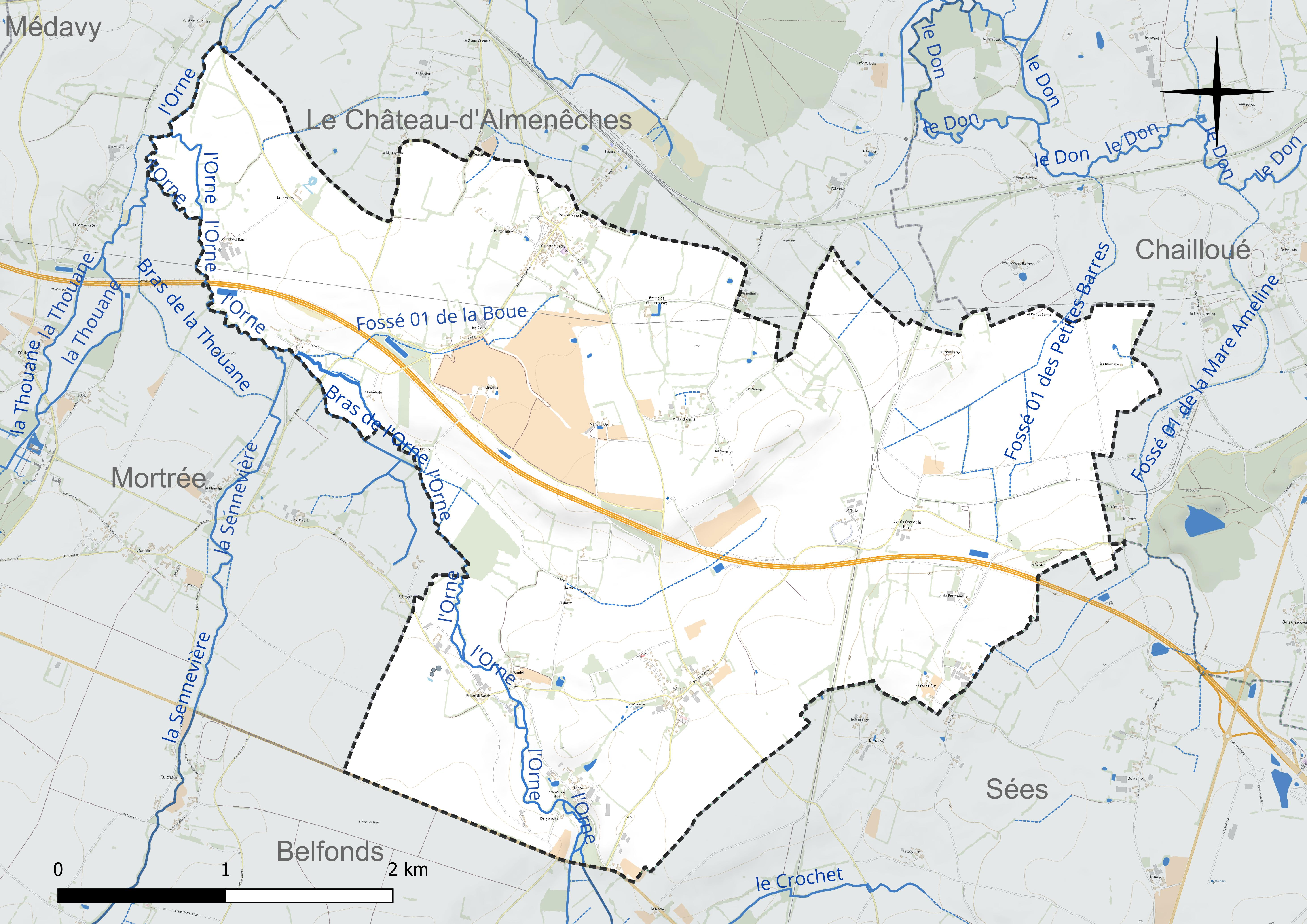
Réseau hydrographique de Macé.

### Climat
Pour des articles plus généraux, voir Climat de la Normandie et Climat de l'Orne.
En 2010, le climat de la commune est de type climat océanique dégradé des plaines du Centre et du Nord, selon une étude du CNRS s'appuyant sur une série de données couvrant la période 1971-2000. En 2020, Météo-France publie une typologie des climats de la France métropolitaine dans laquelle la commune est dans une zone de transition entre le climat océanique et le climat océanique altéré et est dans la région climatique Normandie (Cotentin, Orne), caractérisée par une pluviométrie relativement élevée (850 mm/a) et un été frais (15,5 °C) et venté. Parallèlement le GIEC normand, un groupe régional d’experts sur le climat, différencie quant à lui, dans une étude de 2020, trois grands types de climats pour la région Normandie, nuancés à une échelle plus fine par les facteurs géographiques locaux. La commune est, selon ce zonage, exposée à un « climat des plateaux abrités », se caractérisant par une pluviométrie et des contraintes thermiques modérées mais aussi, par effet de continentalité, des températures plus contrastées qu'au nord dans la plaine de Caen, avec communément 10 à 15 jours par an de plus de froid en hiver et de chaleur en été.
Pour la période 1971-2000, la température annuelle moyenne est de 10 °C, avec une amplitude thermique annuelle de 13,7 °C. Le cumul annuel moyen de précipitations est de 726 mm, avec 12 jours de précipitations en janvier et 7,7 jours en juillet. Pour la période 1991-2020, la température moyenne annuelle observée sur la station météorologique la plus proche, située sur la commune du Pin-au-Haras à 12 km à vol d'oiseau, est de 0,0 °C et le cumul annuel moyen de précipitations est de 0,0 mm,. Pour l'avenir, les paramètres climatiques de la commune estimés pour 2050 selon différents scénarios d’émission de gaz à effet de serre sont consultables sur un site dédié publié par Météo-France en novembre 2022.

## Urbanisme

### Typologie
Au 1er janvier 2024, Macé est catégorisée commune rurale à habitat dispersé, selon la nouvelle grille communale de densité à sept niveaux définie par l'Insee en 2022. Elle est située hors unité urbaine. Par ailleurs la commune fait partie de l'aire d'attraction d'Alençon, dont elle est une commune de la couronne,. Cette aire, qui regroupe 89 communes, est catégorisée dans les aires de 50 000 à moins de 200 000 habitants,.

## Toponymie
Le nom de la localité est attesté sous les formes Maciacus en 900, Macey et Macei en 1060.

## Histoire
Des fouilles archéologiques, aux Hernies, ont mis au jour les fondations d'un important sanctuaire gallo-romain près du bourg, l'un des trois plus grand de Normandie occidentale à ce jour, avec ceux d'Alauna et de Montaigu-la-Brisette.
Avant la Révolution française, Macé était le siège d'un doyenné du diocèse de Séez.
En 1821, la commune absorbe celle voisine de Saint-Léger-de-la-Haye, laquelle porta, au cours de la période révolutionnaire de la Convention nationale (1792-1795), le nom de La Haye.
Au XIXe siècle, Macé possédait une clouterie et une exploitation de grès ordovicien pour la fabrication du macadam.
La cité de Surdon est construite par les prisonniers de guerre allemands lors de la Première Guerre mondiale. Cité ferroviaire importante et premier dépôt de créosotage de traverses de chemin de fer de France avec Fumel (Lot). La cité de Surdon dépasse le bourg de Macé en nombre d'habitants.

## Politique et administration

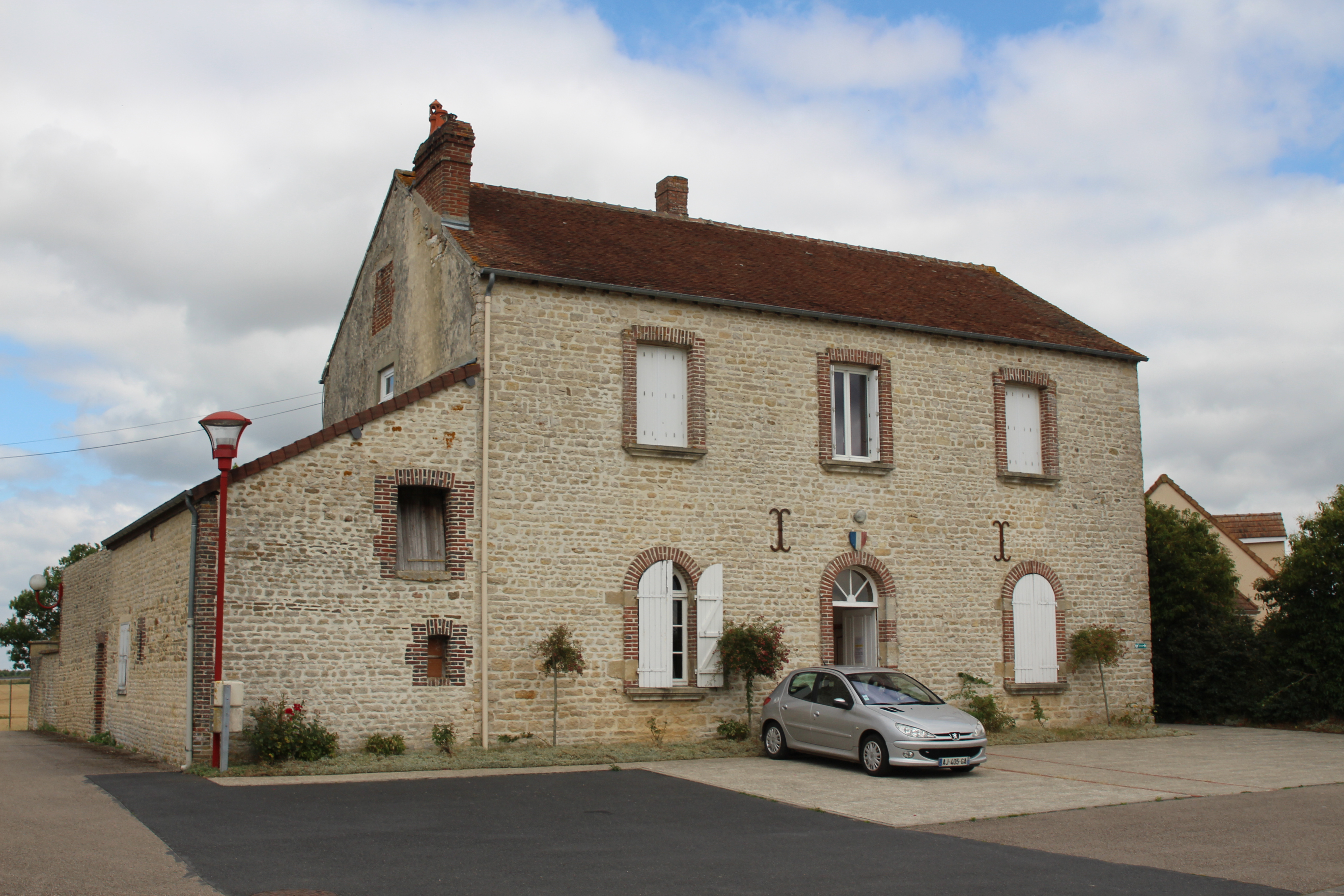
Mairie.

| Période | Période  | Identité             | Étiquette | Qualité                                                          |
| ------- | -------- | -------------------- | --------- | ---------------------------------------------------------------- |
| 1983    | En cours | Jean-Pierre Fontaine | SE        | Cultivateur-cidriculteur, président de la communauté de communes |

## Démographie
L'évolution du nombre d'habitants est connue à travers les recensements de la population effectués dans la commune depuis 1793. Pour les communes de moins de 10 000 habitants, une enquête de recensement portant sur toute la population est réalisée tous les cinq ans, les populations de référence des années intermédiaires étant quant à elles estimées par interpolation ou extrapolation. Pour la commune, le premier recensement exhaustif entrant dans le cadre du nouveau dispositif a été réalisé en 2006.
En 2022, la commune comptait 443 habitants, en évolution de +3,75 % par rapport à 2016 (Orne : −3,21 %, France hors Mayotte : +2,11 %).
| 1793 | 1800 | 1806 | 1821 | 1836 | 1841 | 1846 | 1851 | 1856 |
| ---- | ---- | ---- | ---- | ---- | ---- | ---- | ---- | ---- |
| 650  | 636  | 608  | 606  | 704  | 713  | 692  | 679  | 592  |

| 1861 | 1866 | 1872 | 1876 | 1881 | 1886 | 1891 | 1896 | 1901 |
| ---- | ---- | ---- | ---- | ---- | ---- | ---- | ---- | ---- |
| 614  | 602  | 539  | 543  | 491  | 481  | 476  | 450  | 468  |

| 1906 | 1911 | 1921 | 1926 | 1931 | 1936 | 1946 | 1954 | 1962 |
| ---- | ---- | ---- | ---- | ---- | ---- | ---- | ---- | ---- |
| 456  | 461  | 408  | 465  | 483  | 518  | 522  | 669  | 668  |

| 1968 | 1975 | 1982 | 1990 | 1999 | 2006 | 2011 | 2016 | 2021 |
| ---- | ---- | ---- | ---- | ---- | ---- | ---- | ---- | ---- |
| 632  | 588  | 491  | 464  | 476  | 495  | 478  | 427  | 418  |

| 2022 | - | - | - | - | - | - | - | - |
| ---- | - | - | - | - | - | - | - | - |
| 443  | - | - | - | - | - | - | - | - |

## Lieux et monuments

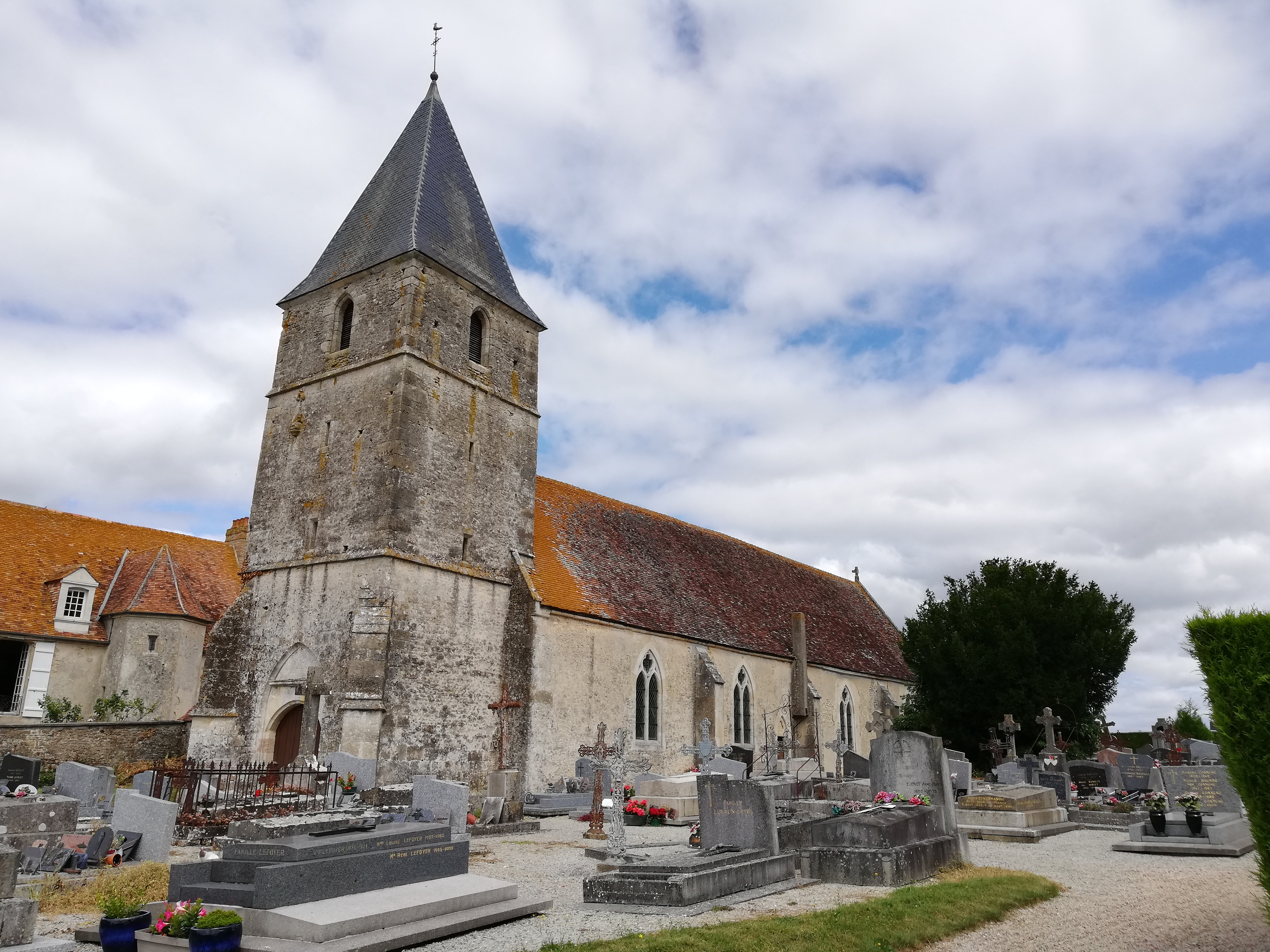
Église Saint-Aubin.

- Église Saint-Aubin - Elle abrite les tombeaux des saints Raven et Rasyphe, martyrisés en ce lieu vers le IIIe siècle[28].
- Cité de Surdon dont les premières maisons ouvrières ont été construites par les prisonniers de guerre allemands de la Première Guerre mondiale.

## Personnalités liées à la commune
- Ernest Granger (1844 - Macé, 1914), communard et homme politique.